# Lac-des-Rouges-Truites
Lac-des-Rouges-Truites település Franciaországban, Jura megyében. Lakosainak száma 395 fő (2022. január 1.). Lac-des-Rouges-Truites Foncine-le-Bas, Chapelle-des-Bois, Fort-du-Plasne, Morbier és Saint-Laurent-en-Grandvaux községekkel határos.

## Népesség
A település népességének változása:
| Lakosok száma | 269  | 253  | 294  | 347  | 398  | 397  | 394  | 394  | 390  | 395  |
|               | 1968 | 1982 | 1990 | 2006 | 2013 | 2015 | 2017 | 2019 | 2020 | 2022 |